# Georgioupoli
Georgioupoli (griechisch Γεωργιούπολη [ʝɛɔrˈʝupɔli] (f. sg.), hochsprachlich Georgioupolis, Γεωργιούπολις) ist ein Ort an der westlichen Nordküste von Kreta im Regionalbezirk Chania, etwa 22 km von Rethymno, 35 km von Chania und 100 km von Iraklio entfernt. Die Lage an einem der längsten Sandstrände der Insel machte den Ort zu einem Zentrum des Pauschaltourismus. 

## Verwaltung
Die Ortschaft Georgioupoli hatte 2011 936 Einwohner, das Dorf selbst 455. Bis 2010 war Georgioupoli eine selbständige Gemeinde mit etwa 2500 Einwohnern. 1997 durch Eingemeindungen vergrößert und zur Stadtgemeinde (dimos) erhoben, wurde sie zum 1. Januar 2011 einer von sechs Gemeindebezirken der neu geschaffenen Gemeinde Apokoronas.
Weitere Ortschaften im heutigen Gemeindebezirk Georgioupoli (und damit die Gemeindebezirke der ehemaligen Gemeinde) sind
- Kourna (η Κουρνά)
- Kalamitsi Amygdali (το Καλαμίτσι Αμυγδάλι)
- Kastellos (ο Κάστελλος)
- Fylaki (η Φυλακή)

## Geschichte
Georgioupoli wurde 1893 als Almiropolis gegründet und 1899 zu Ehren des damaligen Hochkommissars von Kreta Georg von Griechenland in Georgioupolis umbenannt. Anfang des 20. Jahrhunderts pflanzte man zahlreiche Eukalyptusbäume, um die umliegende Moorlandschaft zu entwässern und nicht zuletzt, um die seinerzeit in der Region verbreitete Malariafliege zu bekämpfen. Ausgerottet wurde die krankheitsbringede Fliege erst während des Zweiten Weltkrieges, als die Alliierten DDT in dem Feuchtgebiet versprühten.

## Ortsbild
Der Badeort liegt in der Rundung einer Bucht vor einer westlich vorspringenden Halbinsel in einer mit Eukalyptusbäumen gesäumten Flussniederung. Auch die Ortszufahrt und der zentrale Platz werden von hohen Eukalyptusbäumen geprägt. Der Strand von Georgioupoli besteht größtenteils aus feinem Sand, er erstreckt sich über 10 km gen Osten. Am kleinen Fischerhafen, an dem auch Ausflugsboote ablegen, mündet der ganzjährig Wasser führende Fluss Almiros (dt. der Salzige) ins Kretische Meer.
Georgioupoli ist stark durch den Pauschaltourismus geprägt. Sowohl im Ortsgebiet als auch östlich davon entstanden zahlreiche Hotelanlagen sowie eine vom Tourismus abhängige Infrastruktur mit Läden, Gastronomiebetrieben, Immobilienbüros und Autoverleihfirmen.

## Flora und Fauna

Eukalyptusallee am Ortseingang

Am westlichen Ortsrand blieb ein Teil des natürlichen Feuchtgebietes erhalten. Dort finden sich ausgedehnte Schilfbestände, Sauergrasgewächse und Horste der Strandsimse. Der ursprünglich hinter dem Strand von Strandhafer, Strand-Wolfsmilch und Stranddisteln bewachsene Dünengürtel fiel weitgehend der touristischen Bebauung zum Opfer.
Das Gebiet ist ein wichtiger Rastplatz für Vögel. Im Fluss Almiros sind Sumpfschildkröten zuhause.

## Ausflugs- und Wanderziele
Man erreicht von Georgioupoli aus schnell die zwei größeren Städte Chania und Rethymno. Auch Vamos und Kalyves sind von dem Ort nicht weit entfernt. Etwa fünf Kilometer landeinwärts befindet sich der einzige natürliche Süßwassersee auf Kreta, der Kournas-See.
Ein Ausflugsziel in der Nähe ist das Bergdorf Argyroupoli (Rethymno), von dessen Dorfplatz auf einem Wanderweg zur antiken Nekropole Lappa abgestiegen werden kann.
Am Fischerhafen von Georgioupoli beginnt ein Rundwanderweg über die Halbinsel Drapanos. Auf einem stellenweise felsigen und steil angelegten Pfad kann von dort in die Dörfer Likotinara und Sellia aufgestiegen werden.

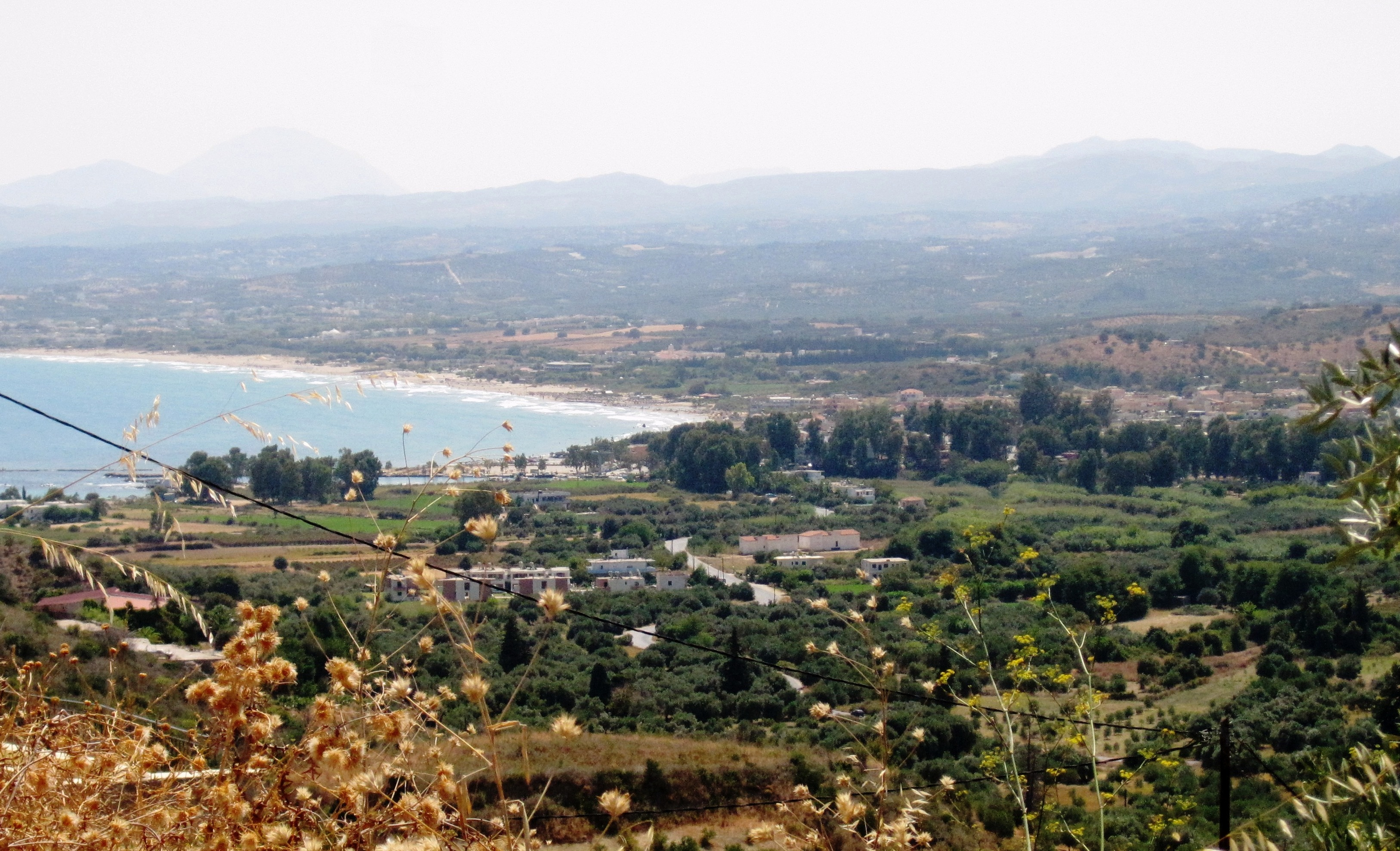
Georgioupoli
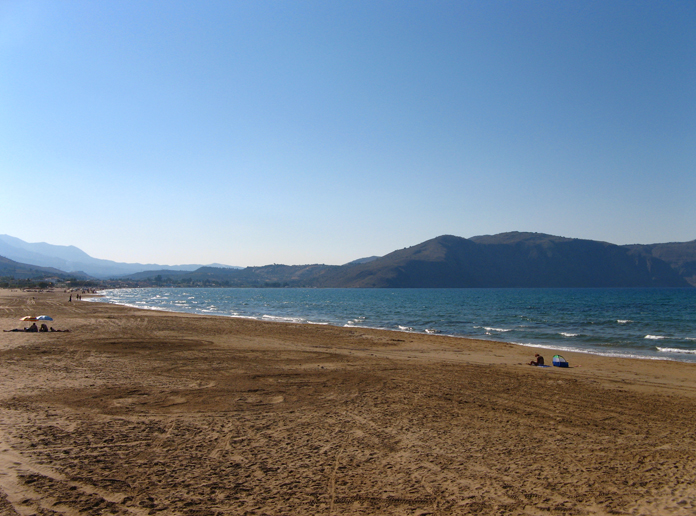
Georgioupoli, Strand
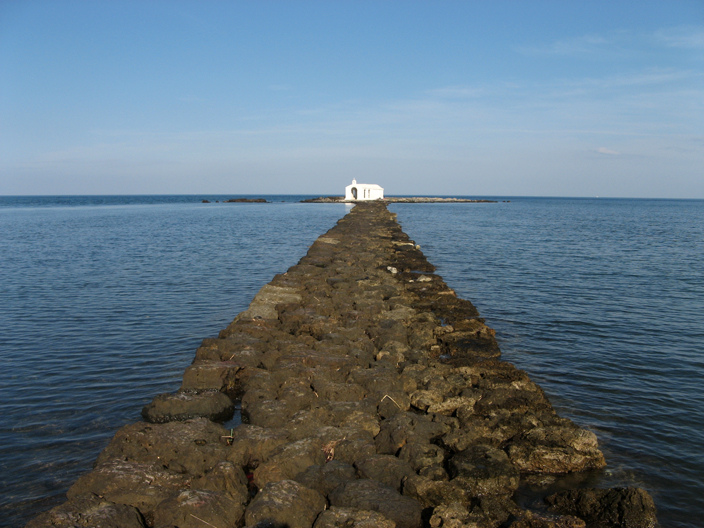
Agios Nikolaos Kapelle
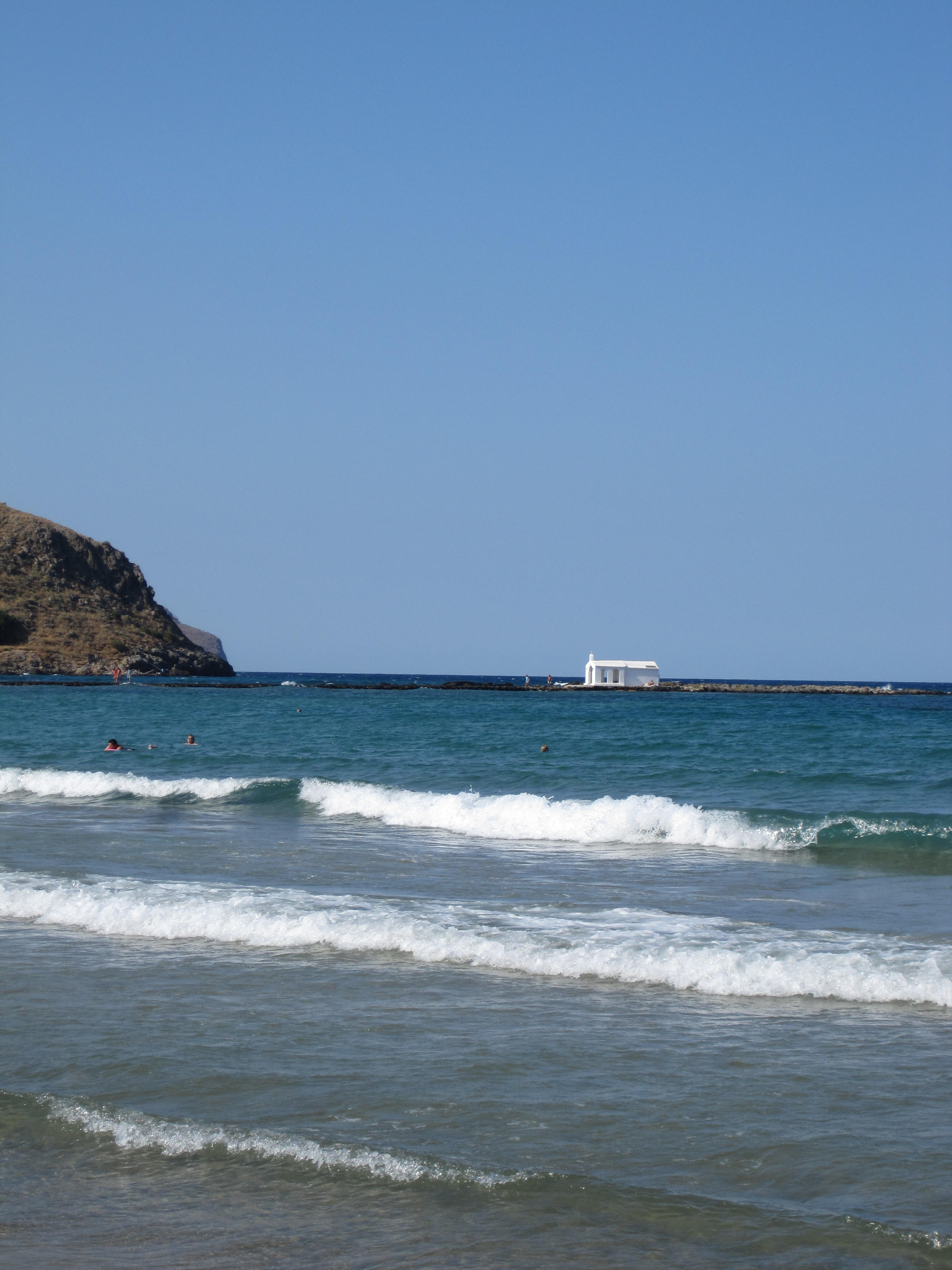
Georgioupoli, Strand und Kapelle Agios Nikolaos
Fischerhafen
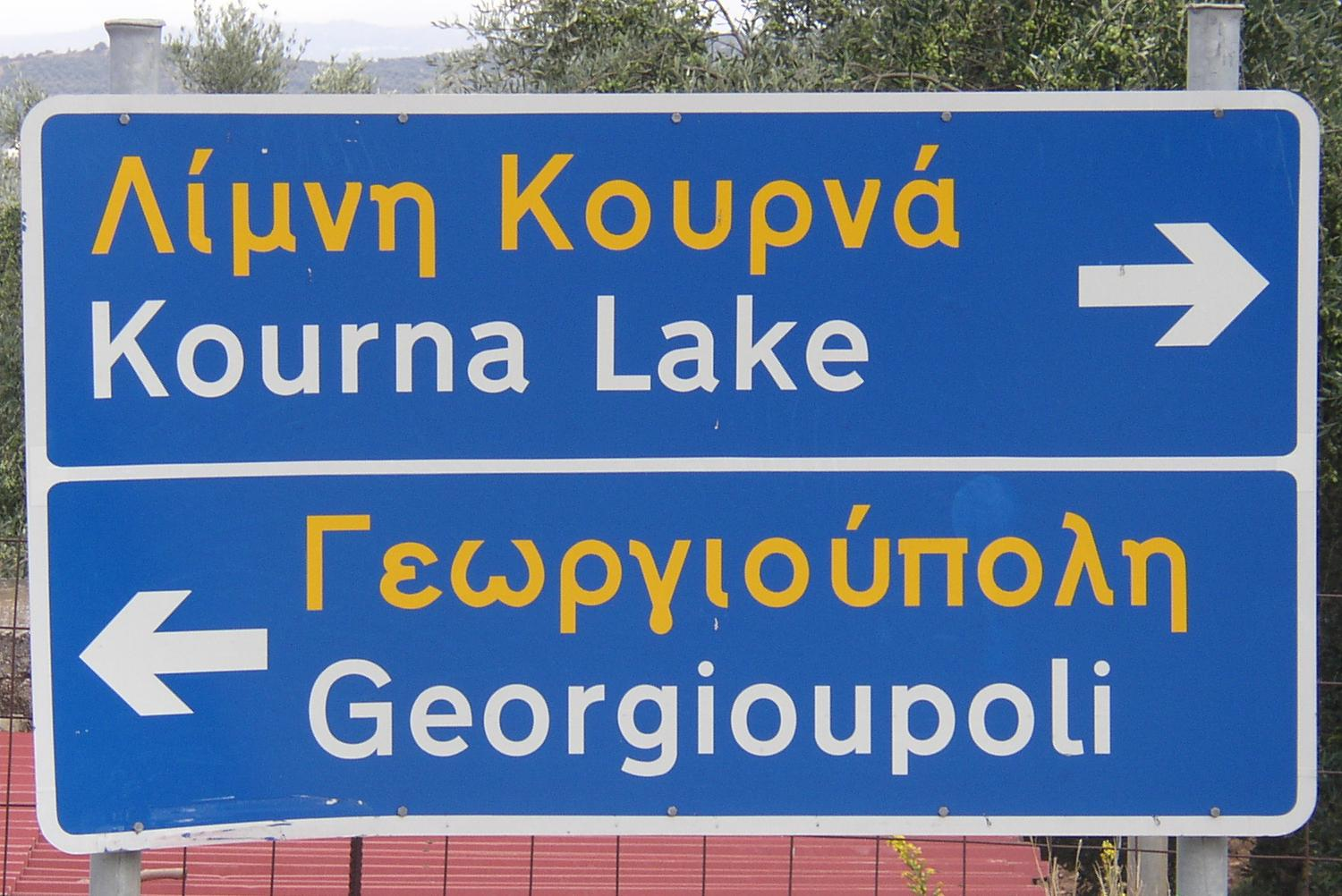
Wegweiser